# Мерешпоси
Мерешпо́си (чув. Мерешпуç) — деревня в Чебоксарском районе Чувашской Республики. Входит в состав Шинерпосинского сельского поселения.

## География
Находится в северной части Чувашии на расстоянии приблизительно 6 км на восток по прямой от районного центра поселка Кугеси.

## История
Известна с 1795 года как выселок деревни Аккузова (ныне Толиково) с 6 дворами. В 1897 году было учтено 158 жителей, в 1926 — 39 дворов, 184 жителя, в 1939—223 жителя, в 1979—133. В 2002 году было 33 двора, в 2010 — 20 домохозяйств. В период коллективизации был образован колхоз «Зерно», в 2010 году действовало ОАО «Гвардеец».

## Население
Постоянное население составляло 49 человек (чуваши 100 %) в 2002 году, 50 в 2010.